# Juniperus coxii
Juniperus coxii (яловець Кокса) — вид хвойних рослин родини кипарисові. Видовим епітетом вшановано шотландського колекціонера й ботаніка Ю. Х. М. Кокса.

## Поширення, екологія
Країни проживання: Непал, Бутан, північна М'янма, Індія: Сіккім і, можливо, Аруначал-Прадеш, Китай: Юньнань та Сізанг (Тибет). Цей вид трапляється у помірних гірських вічнозелених тропічних лісах на висотах від 2400 до 3000 метрів; часто садять, особливо в Юньнані. До асоціатів належать хвойні дерева Abies forrestii, A. densa, A. delavayi, Larix griffithii, L. potaninii, Picea spinulosa, P. likiangensis та Pinus wallichiana, а також види Lauraceae і Fagaceae, часто з підліском рододендрона.

## Морфологія
Це дводомний вічнозелений кущ або дерево до 40 метрів заввишки і до 200 см діаметром. Кора від коричневої до корицевої, відшаровується широкими смужками або пластинами. Гілочки довгі, повислі. Листки 6–10 × 0.8–1 мм, прямі або злегка загнуті, розходяться на 30–45° від пагона, на внутрішній поверхні є 2 зеленувато-білі смуги та помітна зелена серединка. Насінні шишки зелено-коричневі, майже чорні в зрілості, дозрівають за 2 роки, 6–8 × 5–6 мм. Насіння по 1 на шишку, конічно-яйцеподібне, 5–6 × 3–4 мм, 3-гребеневе.

## Використання
Використовується для трун та меблів. У Європі й Північній Америці це досить популярний декоративний елемент; здається, вид особливо популярний у Великій Британії й Новій Зеландії.